# Marie Rossmanová
Marie Rossmanová (roz. Marie Doleželová; 9. prosince 1909 Níkovice – 29. května 1983, Praha) byla česká fotografka a herečka. Jejím manželem byl Zdeněk Rossmann, modernistický architekt, scénograf, fotograf, designér a pedagog.

## Životopis
Marie Doleželová se narodila 9. prosince 1909 v obci Níkovice v okrese Písek. Její budoucí manžel Zdeněk Rossmann spolupracoval s Redutou a také s brněnským studentským ochotnickým spolkem Akademická scéna. Zde poznal Marii Doleželovou, studentku fotografie na Škole uměleckých řemesel, svou partnerku a později manželku.
Dne 18. října 1929 byla v Praze založena Levá fronta a Zdeněk Rossmann i Marie Doleželová byli jejími členy. Dne 27. května 1930 byla založena její brněnská pobočka.
V říjnu 1930 nastoupil Rossmann šestiměsíční vojenskou službu, byl ale ze zdravotních důvodů propuštěn. Na přelomu roku 1930 a 1931 odjel do Desavy studovat na Bauhaus (přesné datum není známo), kde v té době již studovala jeho přítelkyně Marie Doleželová. Na jaře 1931 byli radikálně levicoví studenti z Bauhausu vyloučeni. V květnu 1931 tedy Doleželová a Rossmann odjeli z Desavy do Paříže, kde hledali práci. To se jim nepodařilo a proto se vrátili do Brna. Marie Doleželová publikovala své fotografie z Paříže v časopisu Index.
V roce 1942 během letních prázdnin na chatě u Dalešic se manželé Rossmannovi pokoušeli poskytnout pomoc parašutistovi Františku Pospíšilovi. Na základě udání byli na jaře 1943 zatčeni Gestapem, vyslýcháni a do konce války byli vězněni v koncentračních táborech. Zdeněk Rossmann byl v koncentračním táboře Mauthausen (s označením "návrat nežádoucí"), kde se zapojil do odbojové aktivity a jeho spoluvězni byli například Antonín Novotný nebo Simon Wiesenthal. Marie Rossmannová byla vězněna v koncentračním táboře Neubrandenburg (pobočka KT Ravensbrück).

### Rodinný život
Dne 24. října 1931 uzavřeli Marie Doleželová a Zdeněk Rossmann sňatek, 4. ledna 1933 se manželům narodil syn Pavel, 29. dubna 1940 se jim narodila dcera Jana.